# 東大阪市立若江小学校
東大阪市立若江小学校（ひがしおおさかしりつ わかえしょうがっこう）は、大阪府東大阪市若江南町にある公立小学校。

## 沿革
- 1874年（明治7年）5月5日 - 若江郷学校開校。
- 1875年（明治8年）10月 - 若江小学と改称。
- 1888年（明治21年） - 村立若江簡易小学校と改称。
- 1889年（明治22年） - 若江尋常小学校と改称。
- 1922年（大正11年） - 若江尋常高等小学校と改称。
- 1941年（昭和16年） - 若江国民学校と改称。
- 1947年（昭和22年） - 若江村立小学校と改称。
- 1955年（昭和30年） - 河内市立若江小学校と改称。
- 1967年（昭和42年） - 東大阪市立若江小学校と改称。

## 通学区域
- 若江北町2丁目3〜6番、11〜13番、若江北町3丁目、若江東町1丁目1〜6番、若江東町2丁目1〜2番、7番、若江東町3丁目、若江東町4丁目1〜3番、6番、若江東町5丁目1番、2番1〜15号、22〜43号、6番、若江東町6丁目、若江本町1丁目1〜2番、若江本町2丁目3〜6番、11番、若江本町3丁目、若江本町4丁目、若江南町1丁目、若江南町2丁目、若江南町3丁目、若江南町4丁目、若江南町5丁目[1]

## 進路状況
ほとんどの児童は東大阪市立若江中学校へ進学するが、国私立中学校へ進学する児童もいる。

## 著名な関係者
元代用教員
- 宇野浩二（小説家）

出身者
- 甲田光雄（医師）